# Serie HTC Touch
HTC Touch è una serie di dispositivi Windows Mobile prodotti da HTC.
La particolarità di questi dispositivi rispetto alla serie dei PDA Phone è che sono stati ottimizzati per il tocco con le dita tramite interfacce chiamate TouchFLO e TouchFLO 3D.

## Lista dei prodotti
- HTC Touch HD 2 (Leo): schermo 4.3 pollici, schermo capacitivo;
- HTC Touch 2:
- HTC Touch (Elf): il primo prodotto della serie, con reti GSM/GPRS/EDGE, una fotocamera da 2.0 megapixel e il TouchFLO.
- HTC Touch Dual (Nike): molto simile al primo Touch con in aggiunta una tastiera scorrevole e l'UMTS/HSDPA, ma viene rimosso il Wi-Fi e lo schermo è di 2,6 pollici contro i 2,8.
- HTC Touch Cruise (Polaris): supporta l'UMTS/HSDPA, Wi-Fi e ha il GPS integrato
- HTC Touch Diamond (Diamond): un restyling significante con HSDPA, 4 GB di memoria, una fotocamera da 3,2 megapixel ed è il primo prodotto ad utilizzare il TouchFLO 3D.
- HTC Touch Pro (Raphael): molto simile al Touch Diamond, con l'aggiunta di una tastiera QWERTY, uno slot di MicroSD, un flash e più ROM e RAM, ma viene rimossa la memoria da 4 GB.
- HTC Touch HD (Blackstone): ha uno schermo da 3,8 pollici
- HTC Touch 3G (Jade)
- HTC Touch Viva (Opal)
- HTC MAX 4G: creato per il mercato russo, ha integrato il WiMAX.
- HTC Touch Cruise (2009) (Iolite): il primo dispositivo ad avere HTC Footprints.
- HTC Touch Diamond2 (Topaz)
- HTC Touch Pro2 (Rhodium)